# توچسکی شردنگه
توچسکی شردنگه (به لهستانی:  Toczyski Średnie) یک روستا در لهستان است که در گمینا یابووننا لاتسکا واقع شده‌است.